# Morella (kommunhuvudort)
Morella är en kommunhuvudort i Spanien.   Den ligger i provinsen Província de Castelló och regionen Valencia, i den östra delen av landet, 300 km öster om huvudstaden Madrid. Morella ligger 972 meter över havet och antalet invånare är 2 797.
Terrängen runt Morella är lite kuperad. Runt Morella är det mycket glesbefolkat, med 6 invånare per kvadratkilometer. Morella är det största samhället i trakten. Trakten runt Morella består i huvudsak av gräsmarker.